# Lijst van gouverneurs van Kalmar län
Dit is een lijst van gouverneurs van de provincie Kalmar län in Zweden, in de periode 1634 tot heden. Kalmar län is een län in het zuidoosten van Zweden aan de Oostzee. Het Zweeds voor gouverneur is landshövding.
- Jesper Andersson Cruus 1634–1637
- Conrad von Falkenberg 1637–1645
- Gabriel Gyllenankar 1645–1655
- Göran Eriksson Ulfsparre 1655–1656
- Carl Filip von Sack 1656–1661
- Claes Persson Banér 1661–1664
- Gustaf Cruus 1664–1666
- Peder Persson Hammarskiöld 1666–1671
- Mauritz Posse 1671–1674
- Conrad Gyllenstierna 1674–1677
- Henrik von Vicken 1677–1679
- Hans Georg Mörner 1679–1680
- Hans Wachtmeister 1680–1683
- Hans Clerck 1683–1694
- Carl Gyllenpistol 1694–1695
- Blechardt Wachtmeister 1695–1701
- Reinhold Rehbinder 1701–1709
- Adam Carl de la Gardie 1709–1711
- Gabriel Gyllengrip 1711–1721
- Georg Vilhelm Fleetwood 1721–1728
- Gustaf von Psilander 1728–1734
- Georg Bogislaus Stael von Holstein 1734–1754
- Nils Djurklou 1755–1757
- Carl Gustaf Roxendorff 1757–1774
- Carl Rappe 1774–1781
- Lars Fredrik Kaulbars 1781–1788
- Fredrik von Köhler 1788–1790
- Mikael Ankarsvärd 1790–1810
- Johan Georg de la Grange 1810–1822
- Gustaf Peter Nordenanckar 1822–1839
- Jakob August von Hartmansdorff 1839–1840
- Claes Ulrik Nerman 1840–1852
- Knut Erik Sköldebrand 1852–1873
- Gustav Jakob Edelstam 1873–1888
- Viktor Lennart Groll 1888–1896
- Karl Adolf Fagerlund 1896–1903
- Conrad Cedercrantz 1903–1917
- John Ludvik Falk 1917–1938
- Arvid Lidén 1938–1947
- Ruben Wagnsson 1947–1958
- Ivar Persson 1959–1967
- Erik Westerlind 1968–1981
- Eric Krönmark 1981–1996
- Anita Bråkenhielm 1996–2002
- Sven Lindgren 2002–2011
- Stefan Carlsson 2012–2016
- Malin Almqvist, waarnemend 2016–2017
- Thomas Carlzon 2017–2019
- Cecilia Schelin Seidegård, waarnemend 2019–2020
- Peter Sandwall sinds 2020

Blekinge län · Dalarnas län · Gävleborgs län · Gotlands län · Hallands län · Jämtlands län · Jönköpings län · Kalmar län · Kronobergs län · Norrbottens län · Örebro län · Östergötlands län · Skåne län · Södermanlands län · Stockholms län · Uppsala län · Värmlands län · Västerbottens län · Västernorrlands län · Västmanlands län · Västra Götalands län